# ارنی تیلور
ارنی تیلور (به انگلیسی: Ernie Taylor) بازیکن فوتبال زادهٔ ۲ سپتامبر ۱۹۲۵ اهل انگلستان بود که سابقهٔ بازی در تیم ملی فوتبال انگلستان را در کارنامهٔ خود دارد. وی در تاریخ ۲۵ نوامبر ۱۹۵۳ تنها بازی ملی خود را در مقابل تیم ملی فوتبال مجارستان انجام داد.